# MArteLabel
MArteLabel è un'etichetta discografica indipendente italiana, fondata nel 2008 da Giuseppe Casa (Peppe Casa), Claudio Coticoni, Francesco Lo Brutto e Danilo Grossi..
Dal 2015 è attiva anche Beta Produzioni, etichetta sussidiaria con la quale vengono prodotti o editi progetti affini allo spirito MArteLabel (Odiens, Leo Folgori, Gianluca Secco)..

## Storia
MArteLabel nasce nel 2008 come spin off della sezione musica di MArteLive con l'intento di produrre gli artisti selezionati attraverso il concorso e altri progetti indipendenti Italiani. L'etichetta
ha all'attivo 22 produzioni con il marchio MArteLabel e 11 tra produzioni ed edizioni con l'etichetta sussidiaria Beta Produzioni.
Negli anni ha prodotto artisti come Nobraino, Roberto Dell'Era, Management del Dolore Post-Operatorio, Gianluca De Rubertis, UNA, Gigante, Gio Evan.
Nel corso dell'edizione 2012 del MEI (Meeting Etichette Indipendenti) viene assegnato il Premio PIMI per la migliore etichetta.
Nel dicembre 2015 è stato diramato un comunicato stampa che annuncia il nuovo assetto strategico dell'etichetta.
La nuova piattaforma è stata presentata il 13 febbraio 2016 in occasione del MArteLabel fest al MONK CLUB di Roma al quale hanno partecipato diversi artisti dell'etichetta: Anudo, Camera, Gianluca De Rubertis, Gli Scontati, Mammooth, Roberto Dell'Era, UNA, Moustache Prawn, Gianluca Secco, Leo Folgori, Odiens e alcuni degli artisti della Factory MArteLabel.

## Eventi promozionali
Periodicamente l'etichetta organizza il MArteLabel fest, un evento itinerante in varie città italiane con lo scopo di presentare le nuove produzioni discografiche:
- 2013 - La prima edizione si è svolta il 9 febbraio 2013  a Torino presso l'Hiroshima Mon Amour[12]
- 2013 - La seconda edizione si è svolta il 19 e 20 luglio 2013 a Roma presso La Città dell'Altra Economia nel complesso dell'ExMattatoio nel quartiere Testaccio[13]
- 2013 - La terza edizione si è svolta all'interno del festival GallinaRock il 16 agosto 2013 a Gallinaro in Provincia di Frosinone.
- 2013 - La quarta edizione si è svolta all'interno del festival Etruria Eco Festival il 17 agosto 2013 a Cerveteri in provincia di Roma
- 2013 - La quarta edizione si è svolta all'interno del festival RiveRock Festival il 30 e 31 agosto 2013 a Castelnuovo d'Assisi in provincia di Perugia
- 2013 - La sesta edizione si è svolta il 21 settembre 2013 presso l'Oasi San Martino di Acquaviva delle Fonti in provincia di Bari
- 2013 - L'ottava edizione si è svolta il 28 settembre 2013 presso AfterLife Live Club a Perugia
- 2014 - La nona edizione si è svolta il 25 giugno 2014 presso Villa Osio negli spazi dalla Casa del Jazz di Roma
- 2014 - La decima edizione si svolta 14 luglio 2014 presso la Fabbrica del vapore di Milano[14]
- 2014 - L'undicesima edizione si è svolta il 22 agosto 2014 ad Umbertide (PG)[15]
- 2015 - La dodicesima edizione si è svolta il 26 dicembre 2015 presso il Villanova di Pulsano (TA)
- 2015 - La tredicesima edizione si è svolta il 27 dicembre 2015 presso l'ExFADDA di San Vito dei Normanni (BR)[16]
- 2016 - La quattordicesima edizione si è tenuta il 13 febbraio 2016 presso il MONK CLUB di Roma per la prima volta nella sua formula multidisciplinare e con alcuni degli artisti di Beta Produzioni: Anudo, Camera, Gianluca De Rubertis, Gli Scontati, Mammooth, Roberto Dell'Era, UNA, Moustache Prawn, Gianluca Secco, Leo Folgori, Odiens.[17]

## Artisti

### MArteLabel
Gli artisti che hanno, o hanno avuto, un contratto discografico o di management con MArteLabel sono:
- Anudo
- Camera
- Giacomo Toni
- Gianluca De Rubertis
- Gio Evan
- Gigante
- Gli Scontati
- Mammooth
- Management del Dolore Post-Operatorio
- Marco Vorabbi e le Dovute Precauzioni
- Moustache Prawn
- Nicolàs Aldo Parente
- Nobraino
- Petramante
- Roberto Dell'Era
- This Harmony
- Thrangh
- UNA
- Underdog

### Beta Produzioni
Gli artisti prodotti o editati con il marchio Beta Produzioni:
- Bludimetilene
- coreAcore
- Diana Winter
- Gianluca Secco
- Human Progression Machine
- Leo Folgori
- Malamadre
- Odiens
- OLDEN
- Porto Flamingo
- Silenzio è Sexy
- Slavi Bravissime persone
- Stain
- Terzo Piano